# Studium Biblicum Franciscanum

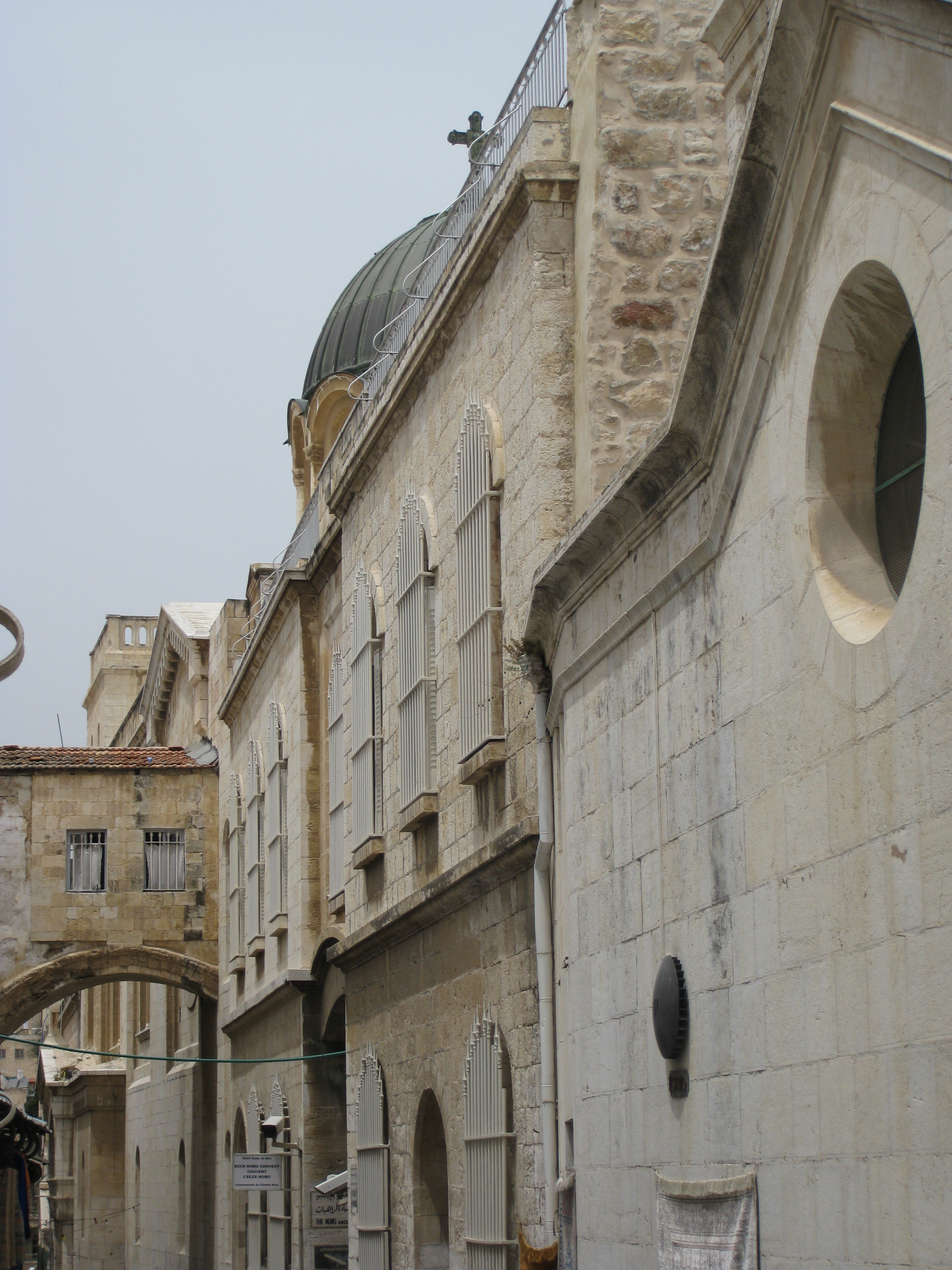
Sitz des Studium Biblicum Franciscanum in der Flagellatio

Das Studium Biblicum Franciscanum (SBF) ist ein Zentrum für biblische und archäologische Forschungen und Studien mit Sitz in Jerusalem.

## Geschichte und Organisation
Das Studium Biblicum Franciscanum wurde seit 1901 durch die franziskanische Kustodie des Heiligen Landes geplant. 1924 wurde es als Zentrum für biblische und archäologische Forschungen und Studien gegründet, aus der sich eine Hochschule mit den Lehr- und Forschungsschwerpunkten der Bibelwissenschaft und Christlichen Archäologie entwickelte. Das Studium Biblicum Franciscanum hat seinen Hauptsitz im Konvent der Franziskaner, dem Geißelungskloster an der Via Dolorosa.
Seit 2001 ist das Studium Biblicum Franciscanum eine Fakultät für biblische Wissenschaften und Archäologie der Päpstlichen Universität Antonianum, der Ordenshochschule der Franziskaner in Rom. 
Das Studium Biblicum Franciscanum ist Herausgeber mehrere wissenschaftlicher Publikationen. In der theologisch-archäologischen Zeitschrift Liber Annuus erscheinen wissenschaftliche Artikel in verschiedenen Sprachen, das Editorial ist italienisch. Daneben werden folgende Reihen herausgegeben: „Collectio Maior“, „Collectio Minor“, „Analecta“ und „Museum“.

## Lehre und Forschung
Die Studienmöglichkeiten konzentrieren sich auf zwei Studiengänge: das Lizentiat und das Doktorat in biblischen Wissenschaften und Archäologie. Zudem wird ein Diplom in biblisch-orientalischen Wissenschaften und ein biblisches Diplom angeboten. Zusätzlich ist seit 1982 ein philosophisch-theologisches Grundstudium über das „Studium Theologicum Jerosolymitanum“ möglich. Unterrichtssprache ist Italienisch.
Lehr- und Forschungsgebiete sind alt- und neutestamentliche Exegese, biblische und christliche Geschichte, biblische und orientalische Sprachen sowie die Biblische Archäologie. Es werden zahlreichen Ausgrabungen im Heiligen Land betreut wie in Bethanien, Betfage, Betlehem, En Kerem, Emmaus (El-Qubeibe), Herodion, Jerusalem (Grabeskirche, Getsemani, Dominus flevit), Kafarnaum, Kana, Nazaret, Berg Nebo, Machaerus, Migdal (Magdala), Tabgha und Berg Tabor. Wichtige Fundstücke sind in einem Museum zugänglich. 
Die Bibliothek des Studium Biblicum Franciscanum umfasst ca. 50.000 Bände und 420 Zeitschriften in den Fachgebieten Archäologie, biblische Studien, Patristik, frühes Judentum, der antike Nahe Osten und alte Reiseberichte über das Heilige Land.

## Professoren
Professorenkollegium (Stand: August 2023):
- Piotr Blajer OFM, Biblisches Griechisch und neutestamentliche Exegese
- Alessandro Cavicchia OFM, Neutestamentliche Exegese
- Elisa Chiorrini, Biblisches Griechisch und neutestamentliche Methodologie
- Alessandro Coniglio OFM, Alttestamentliche Exegese
- Yunus Demirci OFM, Biblische Archäologie
- Gregor Geiger OFM, Semitische Sprachen
- Massimo Luca OFM, Exkursionen und Einführung in das Neue Testament
- Matteo Munari OFM, Neutestamentliche Exegese und biblisches Aramäisch
- Massimo Pazzini OFM, Biblisches Hebräisch und Syrisch
- Rosario Pierri OFM, Dekan der Fakultät, Biblisches Griechisch
- Samuele Salvatori OFM, Semitische Sprachen

Emeritierte Professoren
- Eugenio Alliata OFM
- Giovanni Bissoli OFM
- Giovanni Claudio Bottini OFM
- Alfio Marcello Buscemi OFM
- Stanislao Loffreda OFM
- Frédéric Manns OFM
- Tomislav Vuk OFM

Ehemalige Professoren
- Najib Ibrahim OFM, Neutestamentliche Exegese
- Giovanni Loche OFM, Archäologie und biblische Geschichte
- Pierbattista Kardinal Pizzaballa OFM (* 1965), Professor 1998–2004

Verstorbene Professoren
- Maurus Witzel OFM (1882–1969), Professor 1928–1931
- Donato Baldi OFM (1888–1965)
- Gaudenzio Orfali OFM (1889–1926)
- Sylvester Saller OFM (1895–1976)
- Paulin Lemaire OFM (1896–1963)
- Bellarmino Bagatti OFM (1905–1990)
- Gabriele Allegra OFM (1907–1976)
- Wolfgang Pax OFM (1912–1993), Professor 1960–1982
- Virgilio Corbo OFM (1918–1991)
- Augustus Spijkerman OFM (1920–1973)
- Emanuele Testa OFM (1923–2011)
- Angelo Francesco Lancellotti  OFM (1927–1984)
- Virginio Ravanelli OFM (1927–2014)
- Lino Cignelli OFM (1931–2010)
- Michele Piccirillo OFM (1944–2008), Professor 1974–2008
- Pietro Kaswalder OFM (1952–2014), Professor 1984–2014
- Alviero Niccacci OFM (1940–2018), Professor 1978–2018

## Niederlassung in China
Im Jahr 1945 wurde durch Gabriele Allegra OFM (1907–1976) eine Niederlassung in Peking gegründet, die 1948 nach Hongkong verlegt wurde. 1987 wurde das Hong Kong Catholic Biblical Institute gegründet. Durch Gabriele Allegra wurde von 1935 bis 1968 – zusammen mit dem Studium Biblicum Franciscanum als Herausgeber – die erste Ausgabe der Bibel in chinesischer Sprache veröffentlicht, die als „Chinesische Bibel“ in China bekannt ist.